# Luis Adarraga
Luis Adarraga Gorrochategui (* 16. August 1889 in Hernani (Spanien); † 1965 ebenda) war ein spanischer Radrennfahrer.

## Sportliche Laufbahn
Adarraga gehörte zur ersten Generation spanischer Straßenradsportler. Er gewann 1911 den Circuit Peugeot, eines der ersten spanischen Radrennen. Den Gran Carrerra Nacional Rudge Whitworth, ein Etappenrennen und Vorläufer der Baskenland-Rundfahrt, gewann er 1912 vor Vicente Blanco. Adarraga holte dabei zwei Etappensiege. Ebenfalls 1912 war er im Rennen Bilbao–Mungia–Bilbao vor Julio Echaniz erfolgreich. Alle seine Siege holte er als Berufsfahrer. 1913 startete er als Unabhängiger.